# Oh Su-hyun
Oh Su-hyun, nota anche con il nome anglicizzato di Su Oh (오수현?; Pusan, 23 maggio 1996), è una golfista australiana di origini sudcoreane, attiva principalmente nell'ALPG Tour e Ladies European Tour.

## Biografia
Nativa della città sudcoreana di Pusan, all'età di otto anni si trasferisce con la famiglia in Australia. Scopre la passione per il golf da bambina, grazie al padre.

## Carriera

### Dilettantismo
Nel 2009, dodicenne, diviene la più giovane giocatrice a qualificarsi al Women's Australian Open. Nel 2013 termina seconda all'Australian Ladies Masters, un torneo sanzionato dall'ALPG Tour e dal Ladies European Tour.

### Professionismo
Passa tra le professioniste nell'autunno 2014. Giunge quindi nella fase finale della scuola di qualificazione dell'LPGA, senza tuttavia ottenere una card per l'LPGA Tour ma rimanendo eleggibile per il Symetra Tour.
Giunge seconda al suo debutto professionale in occasione del Oates Victorian Open 2015, mentre una settimana dopo si fregia del Volvik RACV Ladies Masters in Australia: tale successo le conferisce un'esenzione di due anni per il Ladies European Tour.
Nel gennaio 2022 vince l'Australian WPGA Championship al Royal Queensland Golf Club, grazie a un margine di quattro colpi su Grace Kim.

## Risultati in carriera

### Vittorie nel Ladies European Tour
| Nr. | Data             | Torneo                      | Punteggio       | Al par | Margine | Seconda classificata                            |
| --- | ---------------- | --------------------------- | --------------- | ------ | ------- | ----------------------------------------------- |
| 1   | 15 febbraio 2015 | Volvik RACV Ladies Masters1 | 69-75-72-69=285 | −7     | 3 colpi | Charley Hull, Katherine Kirk, Florentyna Parker |

1 Co-sanzionato dall'ALPG Tour

### Vittorie nell'ALPG Tour
| Nr. | Data             | Torneo                       | Punteggio       | Al par | Margine | Seconda classificata                            |
| --- | ---------------- | ---------------------------- | --------------- | ------ | ------- | ----------------------------------------------- |
| 1   | 15 febbraio 2015 | Volvik RACV Ladies Masters1  | 69-75-72-69=285 | −7     | 3 colpi | Charley Hull, Katherine Kirk, Florentyna Parker |
| 2   | 16 gennaio 2022  | Australian WPGA Championship | 66-72-68-68=274 | −10    | 4 colpi | Grace Kim                                       |

1 Co-sanzionato dal Ladies European Tour

## Tornei major

### Risultati completi
I risultati conseguiti prima del 2019 non sono in ordine cronologico.
| Torneo                   | 2014 | 2015 | 2016 | 2017 | 2018 | 2019 | 2020 | 2021 |
| ------------------------ | ---- | ---- | ---- | ---- | ---- | ---- | ---- | ---- |
| ANA Inspiration          | P51  |      |      | P56  | EL   | EL   | EL   | EL   |
| U.S. Women's Open        |      | EL   | EL   | P56  | P17  | EL   | 66   |      |
| Women's PGA Championship |      |      | P8   | P46  | EL   | P53  | EL   | 63   |
| The Evian Championship   |      | EL   | P61  | P14  | RIT  | P44  | NT   | EL   |
| Women's British Open     | EL   | P71  | P70  | P30  | P15  | P21  | EL   | P34  |

     Vittoria
     Top 10
     Non partecipante
EL = eliminazione a metà gara (non passa il taglio)

RIT = ritirata

NT = nessun torneo

P = pari merito